# Heilig-Kreuz-Kirche (Rötenberg)

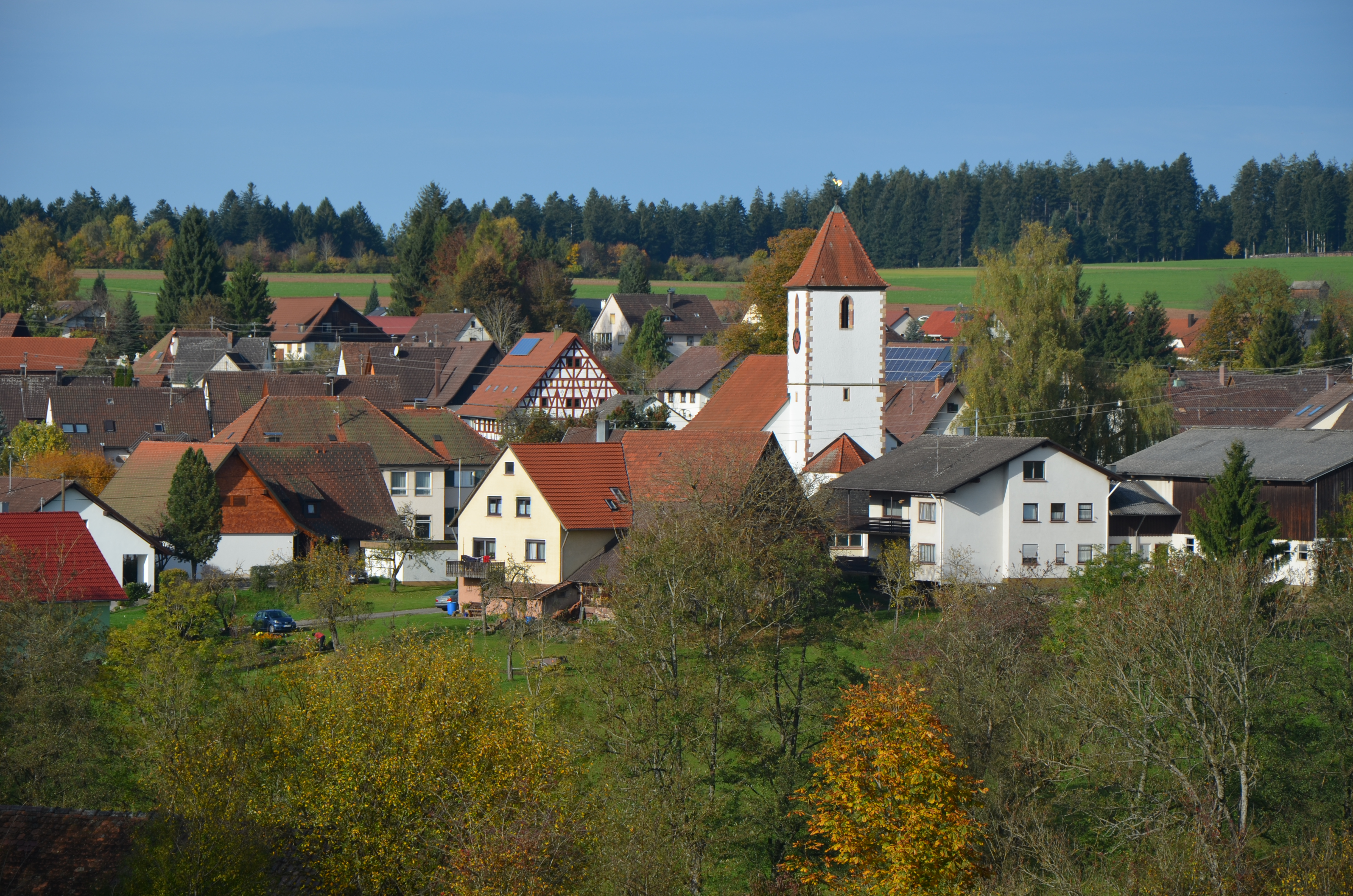
Heilig-Kreuz-Kirche in Rötenberg

Die evangelische Heilig-Kreuz-Kirche steht in Rötenberg, einem Gemeindeteil von Aichhalden, einer Gemeinde im Landkreis Rottweil in Baden-Württemberg. Sie gehört zur Evangelische Kirchengemeinde Rötenberg, die zum Kirchenbezirk Rottweil in der Evangelischen Landeskirche in Württemberg gehört. Das Bauwerk ist beim Landesamt für Denkmalpflege Baden-Württemberg als Baudenkmal eingetragen.

## Beschreibung
Die Saalkirche wurde anstelle eines Vorgängerbaus von 1128 gebaut. Sie besteht aus einem im Westen dreiseitig geschlossenen Langhaus, das 1774 erneuert wurde, einem spätgotischen, mit einem Pyramidendach bedeckten Chorturm im Osten und einem spätgotischen, an der Ostwand des Kirchturms angebauten Apsis, deren Innenraum mit einem Netzgewölbe überspannt ist. 
Die Orgel wurde 1973 als Opus 150 von der Stehle Orgelbau errichtet.